# Santa María de Huachipa

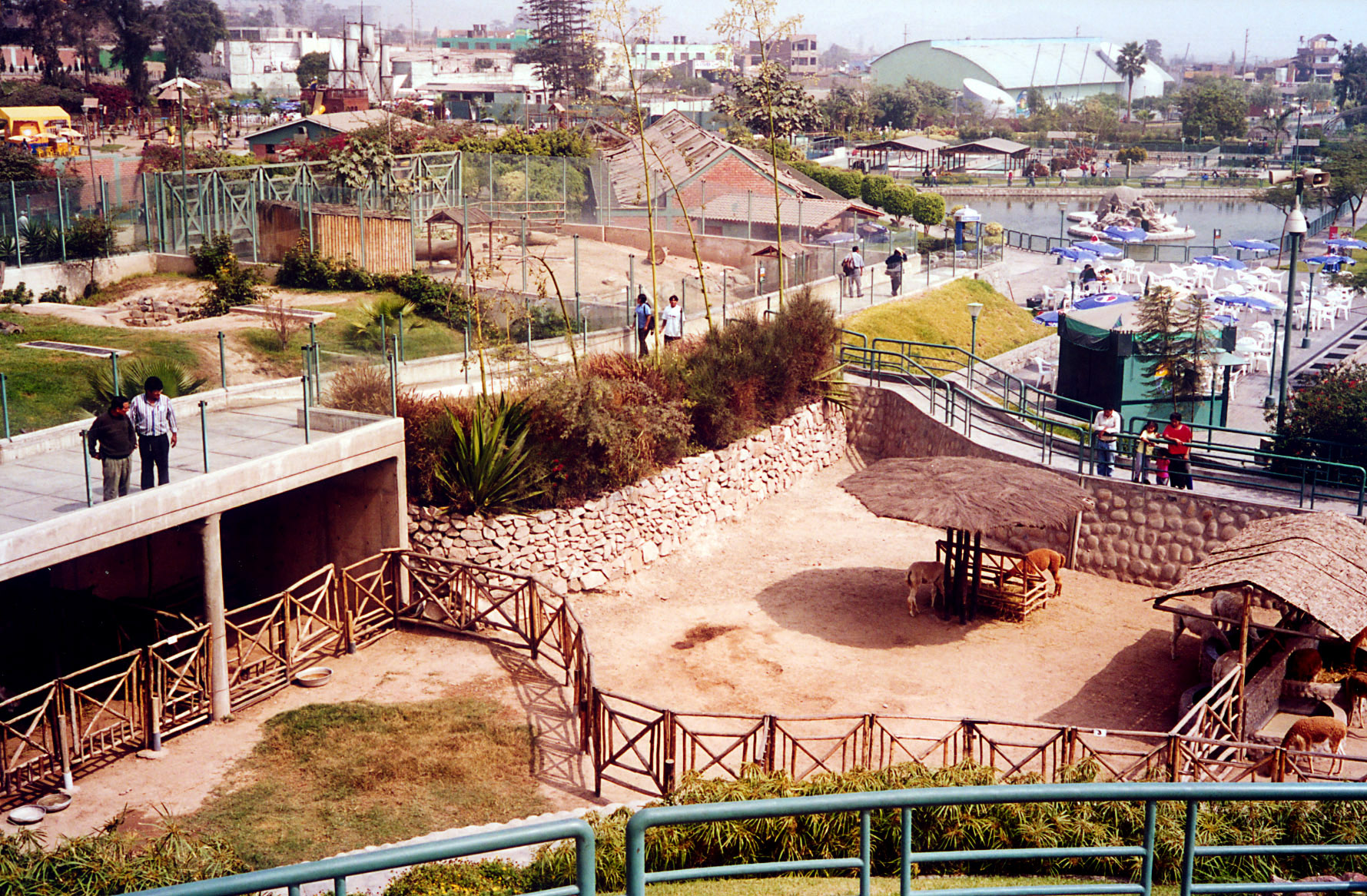
Djurparken.

Santa María de Huachipa är ett område i östra Lima, och är belägen längs floden Rímac. Santa María de Huachipa tillhör Lurigancho i (provinsen) Lima i Peru. Huachipa är mest känt för sin ekologiskt inriktade djurpark. Djurparken har namnet Centro Ecológico Recreacional Huachipa och drivs av vattenbolaget i Lima, Sedapal.